# Nephrotoma guestfalica surcoufi
Nephrotoma guestfalica surcoufi is een tweevleugelige uit de familie langpootmuggen (Tipulidae). De soort komt voor in het Palearctisch gebied.